# Stara Gora (gmina Mirna)
Stara Gora – wieś w Słowenii, w gminie Mirna. W 2018 roku liczyła 56 mieszkańców.